# Катастрофа DC-6 в Тихом океане
Катастрофа DC-6 в Тихом океане — крупная авиационная катастрофа, произошедшая в воскресенье 12 июля 1953 года посреди Тихого океана. Самолёт Douglas DC-6A авиакомпании Transocean Air Lines выполнял пассажирский рейс с Уэйка на Гавайи, когда спустя примерно менее двух часов полёта упал в воду, при этом погибли 58 человек.

## Самолёт
Douglas DC-6A с заводским номером 42901 (серийный — 153) был выпущен компанией Douglas Aircraft Company в 1949 году в грузовом варианте, а 29 апреля совершил свой первый полёт; на период испытаний получил бортовой номер N30006. 7 марта 1952 года самолёт был продан авиакомпании Slick Airways, где после перерегистрации получил номер N90806, а в июле 1952 года новым владельцем стала Transocean Air Lines, которая переделала его в пассажирский и присвоила ему имя Royal Hawaiian (рус. Королевский гаваец). С апреля по май 1953 года авиалайнер проходил ремонт на заводе. Его четыре силовых установки состояли из поршневых двигателей Pratt & Whitney R-2800-CB-16, оборудованных воздушными винтами Hamilton Standard, модель 23E60. Общая наработка борта N90806 составляла 6235 часов.

## Экипаж
Экипаж самолёта в роковом рейсе состоял из 8 человек:
- Командир воздушного судна (КВС) — 36-летний Уильям Л. Ворд (англ. William L. Word). В Transocean работал с 18 марта 1946 года; последнюю проверку квалификации проходил 9 января 1953 года, а последнюю медицинскую комиссию комитета гражданской авиации — 7 июля 1953 года. Его общий налёт составлял 10 312 часов, в том числе 729 часов на самолётах DC-6A.
- Второй пилот — 34-летний Х. А. Хадсон (англ. H. A. Hudson). В Transocean работал с 24 июля 1950 года; последнюю проверку квалификации проходил 16 июня 1953 года, а последнюю медицинскую комиссию комитета гражданской авиации — 20 мая 1953 года. Его общий налёт составлял 5699 часов, в том числе 434 часов на самолётах DC-6A.
- Третий пилот — 33-летний Леонард Х. Науэлл (англ. Leonard H. Nowell). В Transocean работал с 18 сентября 1947 года и имел действующую квалификацию штурмана и пилота одно- и многомоторных самолётов; последнюю проверку квалификации проходил 30 марта 1953 года, а последнюю медицинскую комиссию комитета гражданской авиации — 2 июля 1953 года. Его общий налёт составлял 4810 часов, в том числе 716 часов на самолётах DC-6A.
- Штурман — 42-летний Дж. Р. Хэй (англ. J. R. Hay). В Transocean работал с 25 сентября 1947 года и имел действующую квалификацию штурмана. Его общий налёт составлял около 9100 часов.
- Бортинженер — 29-летний Г. Г. Хээскамп (англ. G. G. Haaskamp). В Transocean работал с 4 апреля 1946 года и имел действующую квалификацию бортинженера, а также механика самолёта и двигателей. Его общий налёт составлял 2424 часа, в том числе 634 часа на самолётах DC-6A.
- Бортинженер-стажёр — П. Едвабник (англ. P. Yedwabnick). В Transocean работал с 15 октября 1947 года.
- Старшая стюардесса — Х. Х. Сарджент (англ.  H. H. Sargent).
- Стюардесса — Н. Л. Даунинг (англ. N. L. Downing).

## Хронология событий

### История полёта
Борт N90806 выполнял пассажирский рейс TOA-512 по маршруту Агана—Уэйк—Гонолулу—Окленд, а в Агане на него сели 49 пассажиров, включая одного младенца. В 00:04 авиалайнер вылетел с Гуама и спустя 5 часов 35 минут благополучно приземлился на Уэйке.
В Уэйке никто из пассажиров не сходил, но дополнительно подсел ещё один. Экипаж получил от Бюро погоды информацию о метеоусловиях на маршруте, после чего подал план на полёт до Гонолулу по ППП на эшелоне 15 000 футов (4600 м) с воздушной скоростью 236 миль (380 км) в час и расчётной продолжительностью полёта 9 часов 3 минуты при запасе топлива на 11 часов 15 минут. Всего в Уэйке на борт долили 2503 барреля бензина 100/300 (общий запас топлива — 4069 галлонов) и 32 галлона масла. Общий взлётный вес брутто составлял 94 397 фунтов (42 818 кг) при максимальном допустимом 100 000 фунтов (45 000 кг); центровка также не выходила за установленные пределы. В 06:58 с 50 пассажирами и 8 членами экипажа на борту «Дуглас» вылетел из Уэйка.
Спустя 7 минут после взлёта экипаж получил разрешение на выход из зоны аэропорта, а в 07:29 с самолёта доложили об удалении 100 миль (160 км) к востоку от Уэйка и что заданный эшелон был достигнут двумя минутами ранее. Спустя час, в 08:29 рейс 512 доложил о похождении точки 19°48′ с. ш. 171°48′ в. д. на эшелоне 15 000 футов между слоями облачности; это был последний радиообмен с бортом N90806.

### Поисковые работы
Когда рейс 512 перестал выходить на связь и отвечать на вызовы, в 10:01 Диспетчерский центр управления воздушным движением на Уэйке объявил предупреждение, а в 16:43 объявил чрезвычайную ситуацию. Когда на Уэйе приземлился самолёт, выполнявший встречный рейс Гонолулу—Уэйк, его экипаж в 12:12 сообщил, что, находясь в точке 19°23′ с. ш. 172°05′ в. д., наблюдал зелёную вспышку; после получения данной информации Береговой охраной были отправлены несколько самолётов и надводных судов, которые исследовали область в 50 кв. миль (130 км2) в указанном районе, но всё было тщетно. Всего в поисках принимали участие сторожевые корабли Гавайского флота, корабли береговой охраны и ВМС США из Перл-Харбора и Гонолулу, гражданские суда, а также различные военные и гражданские самолёты.
Несколько раз центры связи в Уэйке и Гонолулу слышали невнятные передачи на частоте 500 кГц, на то время выделенной для международных сигналов бедствия, но позже было установлено, что эти передачи оказывались ложными. Несколько судов и самолётов заявили о наблюдении в море зелёных вспышек, но после проверок был сделан вывод, что это на самом деле были метеоры, либо дальние огни самолётов. Наконец 13 июля примерно в 06:08 с транспортного корабля USS Barrett сообщили об обнаружении в точке 19°49′ с. ш. 172°25′ в. д. пустого надутого спасательного плота с борта N90806 и большого числа плавающих обломков, а в 20:44 тот же корабль в точке 19°55′ с. ш. 172°18′ в. д. заметил тела и ещё большее скопление обломков. Всего было поднято 14 тел и различные плавающие предметы, включая пять спасательных плотов (все, что были в самолёте), шесть спасательных жилетов, одежду, багаж, отделившиеся кресла, фрагменты фанеры и ковриков из вспененной резины; ещё 11 тел поднять не удалось из-за волн высотой не менее 8 футов (2,4 м) и большого числа акул. Никого из выживших найти не удалось, как и фрагментов конструкции самолёта, поэтому примерно в 00:00 15 июля поиски были прекращены, а все 58 человек с рейса 512 были объявлены погибшими.

## Расследование
В ходе поисков близ мест обнаружения обломков были замечены несколько японских рыболовецких судов, поэтому с низколетящих самолётов на них стали забрасывать записки с просьбой поделиться информацией относительно пропавшего самолёта, а по прибытии судов на свои базы в Японии опросили их капитанов, однако никто из членов команды судов не видел борта N90806.

### Изучение фрагментов
Разбившийся авиалайнер регулярно проходил обслуживание как на западных, так и на восточных рейсах, при этом ни в одном из этих рейсов экипаж не сообщал о механических неисправностях. Опрос наземного персонала на Гуаме и Уэйке, а также исследование записей авиакомпании не выявили никаких свидетельств, что при вылете из Уэйка на борту была какая-нибудь неисправность; все средства связи также функционировали исправно. На найденных фрагментах признаков пожара не нашли, а проверка каждого из пассажиров, проведённая с участием органов безопасности Гуама, не обнаружила доказательств саботажа. Согласно имеющимся свидетельским показаниям, топливо было залито в крыльевые баки равномерно и не могло привести к поперечному дисбалансу.
Следователи пришли к мнению, что катастрофа произошла спустя 12 минут от последнего доклада о местонахождении и на 45 миль (72 км) восточнее, исходя из суточного дрейфа обломков в 25 миль (40 км) на запад. На высокой скорости «Дуглас» врезался в океан и затонул на глубине около двух миль (3 км). Из пяти найденных плотов один надулся при сильном ударе, а остальные были найдены повреждёнными и неиспользованными; все шесть спасательных жилетов также не были использованы.

### Погодные условия
По данным на 12 июля 1953 года, от Уэйка до Гавайских островов простирался вытянутый антициклон, зона наивысшего давления которого находилась севернее маршрута полёта рейса 512. Это привело к тому, что вдоль всего маршрута от поверхности воды и до больших высот были восточные ветра, средняя скорость которых на эшелоне 15 000 футов (4600 м) составляла 15 уз (17 м/с); также на данной высоте наблюдалось обледенение. Также данный антициклон создал два атмосферных фронта, в которых образовывались кучевые облака с вершинами 20 000 футов (6100 м), а то и 30 000 футов (9100 м), при этом образование облачности сопровождалось турбулентностью от умеренной до сильной. Один из фронтов находился за 180-м меридианом и не мог повлиять на полёт, тогда как другой простирался вдоль маршрута, из-за чего на последнем развивались облака с вершинами 15 000 футов (4600 м) и отдельными 20 000 футов (6100 м), а в самих облаках наблюдались молнии. Уже в ходе расследования поступила информация от командира самолёта авиакомпании Pan American World Airways, который в день происшествия выполнял западный рейс на эшелоне 8500 футов (2600 м) и примерно на 30 миль (48 км) севернее восточного рейса 512 компании Transocean; согласно этим показаниям, наблюдалась большая грозовая область, сопровождавшаяся сильной турбулентностью.
Перед злополучным рейсом командир Ворд вместе с лётным экипажем получил в Уэйке информацию от Бюро погоды о метеоусловиях на маршруте, включая диаграммы атмосферного давления, прогностическую карту и отчёты от других лётных экипажей. Метеоролог предупредил об образовании облаков с вершинами 10 000 футов (3000 м) в зонах I (170-й меридиан) и II (180-й меридиан), облаках с вершинами 14 000 футов (4300 м) на участке между 175° и 180°, а по отчётам от других экипажей наблюдались также отдельные облака высотой до 20 000 футов (6100 м). Однако нигде не было отмечено о наличии турбулентности.

### Анализ данных
Так как самолёт найден не был, невозможно определить, был ли отказ на борту, либо разрушение конструкции, однако если бы в полёте возникли какие-то проблемы, то ситуация развивалась спонтанно, из-за чего экипаж потерял управление, после чего лайнер на высокой скорости врезался в воду. Согласно имеющимся записям по истории борта N90806, он перед вылетом из Уэйка был полностью исправен, а экипаж не сообщал ни о каких проблемах при следовании на запланированном эшелоне. С учётом скорости дрейфа обломков, самолёт от последнего доклада о местонахождении пролетел ещё 12 минут и 45 миль на восток до падения в воду, однако не понятно, почему за этот период экипаж не сообщил о проблемах, если только не было проблем с радиосвязью.
Согласно имеющимся данным о метеоусловиях, при наборе высоты DC-6 столкнулся с турбулентностью от лёгкой до умеренной, а затем в течение первого часа полёт проходил при ясном небе, а незадолго до катастрофы было доложено о полёте между слоями облаков; такая слоистость облаков возможна, если самолёт не столкнулся с одной из местных гроз, которые могли находиться вдоль траектории полёта. Есть свидетельские показания о наличии мощных гроз севернее маршрута рейса 152, но неизвестно, как далеко они простирались на юг, при этом если бы борт N90806 попал в обширную грозовую зону, либо отдельный грозовой очаг, то он бы столкнулся с турбулентностью от умеренной до сильной.

## Причины
1. Авиакомпания, самолёт и экипаж имели необходимые сертификаты.
2. На участке от Гуама до Уэйка полёт прошёл без замечаний.
3. На острове Уэйк экипаж не сообщал наземному персоналу о каких-либо неисправностях, которые могли бы повлиять на выполнение полёта.
4. Перед вылетом из Уэйка экипаж получил от персонала Бюро погоды информацию о прогнозируемых метеоусловиях на прогнозируемом маршруте.
5. В последнем докладе от экипажа сообщалось о полёте на эшелоне 15 000 футов (4600 м) между слоями облачности.
6. Исследование показало, что в ходе полёта отдельные облака достигали 20 000 футов (6100 м).
7. Самолёт разбился при ударе о воду на высокой скорости.

Комиссия от Совета по гражданской авиации (CAB) пришла к мнению, что не может определить причину катастрофы на основе лишь имеющихся доказательств.

### Комментарии
1. ↑  Здесь и далее указано среднее время по Гринвичу (GMT)